# Travelogue (Joni Mitchell-album)
Travelogue  er Joni Mitchells attende studiealbum (toogtyvende i alt), som blev udgivet i 2002. Albummet præsenterer nyfortolkninger af et udvalg af sange fra tidligere i hendes karriere. Der er to cd'er i albummet, som Mitchell på udgivelsestidspunktet meddelte ville blive hendes sidste studiealbum. Dette blev dog ikke tilfældet

## Numre
Sangene er skrevet af Joni Mitchell med mindre andet er angivet.
| Nr.  | Titel                                             | Længde | Oprindeligt album            | Andet                                               |
| ---- | ------------------------------------------------- | ------ | ---------------------------- | --------------------------------------------------- |
| Cd 1 |                                                   |        |                              |                                                     |
| 1    | "Otis and Marlena"                                | 3:54   | Don Juan's Reckless Daughter |                                                     |
| 2    | "Amelia"                                          | 6:48   | Hejira                       |                                                     |
| 3    | "You Dream Flat Tires"                            | 3:48   | Wild Things Run Fast         |                                                     |
| 4    | "Love"                                            | 5:40   | Wild Things Run Fast         |                                                     |
| 5    | "Woodstock"                                       | 5:56   | Ladies of the Canyon         |                                                     |
| 6    | "Slouching Toward Bethlehem"                      | 7:11   | Night Ride Home              | Baseret på digtet "The Second Coming" af W.B. Yeats |
| 7    | "Judgement of the Moon and Stars (Ludwig's Tune)" | 5:22   | For the Roses                |                                                     |
| 8    | "The Sire of Sorrow (Job's Sad Song)"             | 7:09   | Turbulent Indigo             |                                                     |
| 9    | "For the Roses"                                   | 7:28   | For the Roses                |                                                     |
| 10   | "Trouble Child"                                   | 5:02   | Court and Spark              |                                                     |
| 11   | "God Must Be a Boogie Man"                        | 3:56   | Mingus                       |                                                     |
| Cd 2 |                                                   |        |                              |                                                     |
| 1    | "Be Cool"                                         | 5:09   | Wild Things Run Fast         |                                                     |
| 2    | "Just Like This Train"                            | 5:04   | Court and Spark              |                                                     |
| 3    | "Sex Kills"                                       | 3:57   | Turbulent Indigo             |                                                     |
| 4    | "Refuge to the Roads"                             | 7:56   | Hejira                       |                                                     |
| 5    | "Hejira"                                          | 6:47   | Hejira                       |                                                     |
| 6    | "Chinese Café / Unchained Melody"                 | 5:41   | Wild Things Run Fast         | Alex North, Hy Zaret                                |
| 7    | "Cherokee Louise"                                 | 6:00   | Night Ride Home              |                                                     |
| 8    | "The Dawntreader"                                 | 5:38   | Song to a Seagull            |                                                     |
| 9    | "The Last Time I Saw Richard"                     | 4:58   | Blue                         |                                                     |
| 10   | "Borderline"                                      | 6:23   | Turbulent Indigo             |                                                     |
| 11   | "The Circle Game"                                 | 6:50   | Ladies of the Canyon         |                                                     |

## Musikere
- Joni Mitchell – vokaler
- Larry Klein – bas, musikalsk ledelse
- Herbie Hancock – piano
- Billy Preston – orgel
- Chuck Berghofer – kontrabas
- Paulinho Da Costa – percussion
- Brian Blade – trommer
- Wayne Shorter – sopransaxofon
- Plas Johnson – tenorsaxofon
- Kenny Wheeler – flygelhorn
- Gavyn Wright – orkesterleder
- Vince Mendoza – dirigent, arrangement

## Cover
Albummets forside har samme design som Turbulent Indigo og Taming the Tiger, idet det har som hovedmotiv et maleri komplet med bred,  gammeldags ramme med en bred kant i venstre side. I denne kant ses kunstnernavnet og albummets titel på en gullig/grøn baggrund. Motivet på maleriet er et selvportræt med Mitchells ansigt og en smule af kroppen med venstre skulder forrest i billedet. Ansigtet drejer lidt, så Joni Mitchell ser ud og lidt op på maleren, og hun smiler let. Det meste af billedet er i skygge, men øverste venstre del af hendes ansigt samt partiet omkring munden er belyst. Man aner en violet bluse, hun har på, og i til venstre for hende er der noget, der kan ligne røg, der stiger op (måske fra en usynlig cigaret).